# 二氯化二(2,6-二均三甲苯基苯基)二锗
二氯化二(2,6-二均三甲苯基苯基)二锗是一种有机化合物，化学式为C48H50Cl2Ge2，或写作[Ge(Cl)(C6H3Mes2)]2，其中Mes表示2,4,6-三甲苯基。它可由2,6-二均三甲苯基苯基锂在四氢呋喃中和GeCl2·dioxane反应制得。它和石墨化钾反应，可以得到暗蓝色的(GeC6H3mes2)3·自由基晶体；石墨化钾过量时，可以得到暗绿色的K(GeC6H3mes2)3晶体。